# Udžbenik
Udžbenik je knjiga u kojoj se date definicije, zadaci i u kojem je objašnjeno školsko gradivo. Uz njega obično ide i radna sveska sa zadacima iz prakse, a ponekad i disk sa vežbama i zadacima.

## Istorija
Episkop budimski Dionisije Novaković napisao je 1741. prvi priručnik i originalni udžbenik za srednje škole kod Srba.

## Otvoreni udžbenici
Jedan od novijih trendova su „otvoreni udžbenici“ (engl. Open textbooks). Otvoren udžbenik je slobodan, otvoreno licencirani udžbenik koji je dostupan onlajn. Prema PIRG-u, izvestan broj ovakvih udžbenika već postoji i oni se koriste u školama kao što su MIT i Harvard. Jedna studija iz 2010. godine je ustanovila da otvoreni udžbenici
nude održive i atraktivne načine za zadovoljavanje potreba fakulteta i studenata, i da omogućavaju uštedu od oko 80% u odnosu na tradicionalne opcije udžbenika.